# Gregorio García Lanza
Gregorio García Lanza (Coroico, Bolivia; 12 de marzo de 1775 - La Paz; 29 de enero de 1810) es considerado uno de los principales partícipes de la revolución del 16 de julio de 1809 en La Paz.

## Biografía

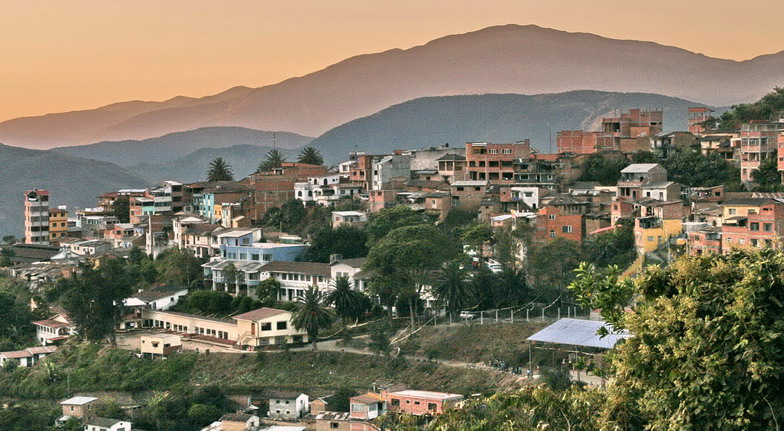
Coroico.

Gregorio García Lanza nació en Coroico, provincia de Yungas, actual departamento de La Paz, el 12 de marzo de 1775. Sus padres eran Martín García Lanza y Martínez y Nicolasa Mantilla Paz y Salvatierra, quienes disfrutaban de una desahogada situación económica y una influyente posición debido a la propiedad de tierras en la región, tan solo en la hacienda de San Cristóbal tenían 180 sirvientes indígenas.
Cursó sus estudios iniciales en el Convento de San Francisco, en La Paz. Finalizados estos, lo enviaron junto a su hermano Victorio a estudiar en la Universidad de San Bernardo del Cuzco, donde se graduó en 1796. Regresó a La Paz en 1798, convirtiéndose en uno de los juristas más destacados y en asesor del Cabildo. En esa ciudad contrajo matrimonio con María Manuela Campos Seminario, siendo sus padrinos Joaquín Revuelta y María Josefa Diez de Medina. Tuvo con ella cuatro hijos: María Ángela (1804), Manuel Hilario (1806), Gonzalo (1808) y María Josefa Isabel (1809).
Los hermanos Lanza junto a Pedro Domingo Murillo, entre otros patriotas, fueron activos promotores de la causa independentista, tanto en el movimiento abortado de 1805 como en los sucesos que, tras la Revolución de Chuquisaca del 25 de mayo de 1809, desembocaron en la revuelta del 16 de julio. Esa noche al recibir el esperado aviso de la toma del cuartel, marchó a la Sala Capitular, donde de acuerdo a lo previsto el pueblo congregado lo aclamó como representante. Lanza, junto a los doctores Juan Basilio Catácora y Buenaventura Bueno, fueron quienes presentaron la demanda de deponer a las autoridades realistas, y la de condonar las deudas a la real Hacienda y quemar los documentos correspondientes.
El plan de gobierno ya preparado fue presentado al Cabildo el 21 de julio y aprobado al siguiente día. 
El 24 se formó una junta de gobierno independentista denominada Junta Tuitiva, presidida por el coronel Pedro Domingo Murillo, nombrándose Secretario a Sebastián Aparicio, Escribano a Juan Manuel Cáceres y como vocales al Dr. Gregorio García Lanza, Dr. Melchor León de la Barra (cura de Caquiavire), José Antonio Medina (tucumano, cura de Sicasica), presbítero Juan Manuel Mercado (chuquisaqueño), Dr. Juan Basilio Catácora y Dr. Juan de la Cruz Monje y Ortega.
Se nombraron después otros vocales suplente o ciudadanos agregados: Sebastián Arrieta (tesorero), Dr. Antonio de Ávila, Francisco Diego Palacios y José María Santos Rubio (comerciantes), Dr. Buenaventura Bueno (maestro de latín) y Francisco X. Iturres Patiño (sochantre).
Gregorio García Lanza recibió a su cargo la secretaría de guerra.

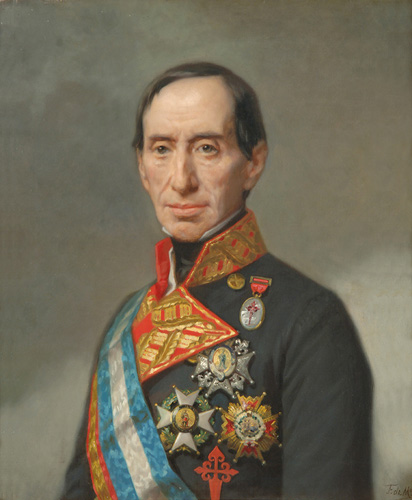
José Manuel de Goyeneche.

El virrey de Perú José Fernando de Abascal ordenó la represión del movimiento y encomendó al brigadier José Manuel de Goyeneche el operativo, que a todos los efectos implicaba la invasión de otra jurisdicción, en tanto el Alto Perú era parte del Virreinato del Río de la Plata. Goyeneche, quien era uno de los principales responsables de los acontecimientos del 25 de mayo en Chuquisaca que habían actuado como disparador de los de La Paz, inició la concentración de sus tropas en el río Desaguadero, límite de ambos virreinatos.
Ante la amenaza, el 3 de septiembre Lanza pasó a Achacachi como comandante de las provincias de Omasuyos y Larecaja. El 12 de septiembre el Cabildo de La Paz resolvió a instancias de los patriotas Castro, Landaeta, Cossio, Arias, y Ordóñez declarar la guerra a la provincia de Puno y ordenar al sargento mayor Juan Bautista Sagárnaga avanzar hacia el Desaguadero. El 24 de septiembre partió la expedición, a la que Lanza se sumó como auditor de guerra. 
Iniciada la represión, al aproximarse las fuerzas del Virreinato de Lima al mando de José Manuel de Goyeneche, la Junta Tuitiva se disolvió haciéndose cargo su presidente Pedro Domingo Murillo del mando político y militar. Murillo contaba sólo con unos mil hombres y para evitar deserciones se situó con el grueso a las afueras, en la localidad de Chacaltaya en los altos de La Paz, dejando a Pedro Indaburu con una compañía en la ciudad. El 18 de octubre Indaburu, puesto de acuerdo con un emisario de Goyeneche, traicionó el movimiento. Detuvo a los dirigentes revolucionarios que permanecían en la ciudad, entre ellos a los patriotas Jiménez, Medina, Orrantia, Cossio, Rodríguez, Iriarte y Zegarra, y al día siguiente alcanzó a ejecutar a Pedro Rodríguez, condenado por un consejo compuesto por el alcalde Diez de Medina, el edecán de Goyeneche Miguel Carrazas, Indaburo y el asesor Baltasar Aquiza.
Lanza regresó al campamento de Chacaltaya tras el suceso. El 25 de octubre las fuerzas de Pedro Murillo fueron finalmente derrotadas y dispersadas en los Altos de Chacaltaya por las tropas de Goyeneche. Manuel Victorio García Lanza había sido derrotado por el obispo La Santa y el capitán Revuelta en el combate de Irupana el 26 de octubre. Gregorio Lanza resolvió entonces presentarse ante Goyeneche y fue puesto en prisión el 27 de octubre. 
No obstante logró salir bajo fianza y se dirigió hacia las Yungas.
Allí, Castro, su hermano Victorio, Mariano Graneros y Sagárnaga entre otros patriotas se habían retirado con algunas fuerzas sobrevivientes. Castro se hizo fuerte en Coroico, Sagárnaga en Pacollo y Lanza en Chulumani. Desde allí junto con el patriota Apolinar Jaén habían escrito a Gregorio para que desistiera de su entrega y apoyara a su hermano manteniendo "la resistencia hasta el último momento". 
En Pacollo tuvo una entrevista con Sagárnaga y en Coroico se alojó en casa de Castro. Goyeneche envió tras ellos el 30 de octubre a su primo el coronel Domingo Tristán con una fuerza de 550 hombres que convergieron sobre Irupana (16°28′0″S 67°28′0″O / -16.46667, -67.46667) y el 14 de noviembre otra de 300 hombres al mando de Narciso Basagoitia a la vecina Chulumani.
El 11 de noviembre Tristán atacó con la cooperación de La Santa, el depuesto obispo de la Paz, que incluso convirtió en soldados a algunos curas, y venció a los patriotas en el Combate de Chicaloma.

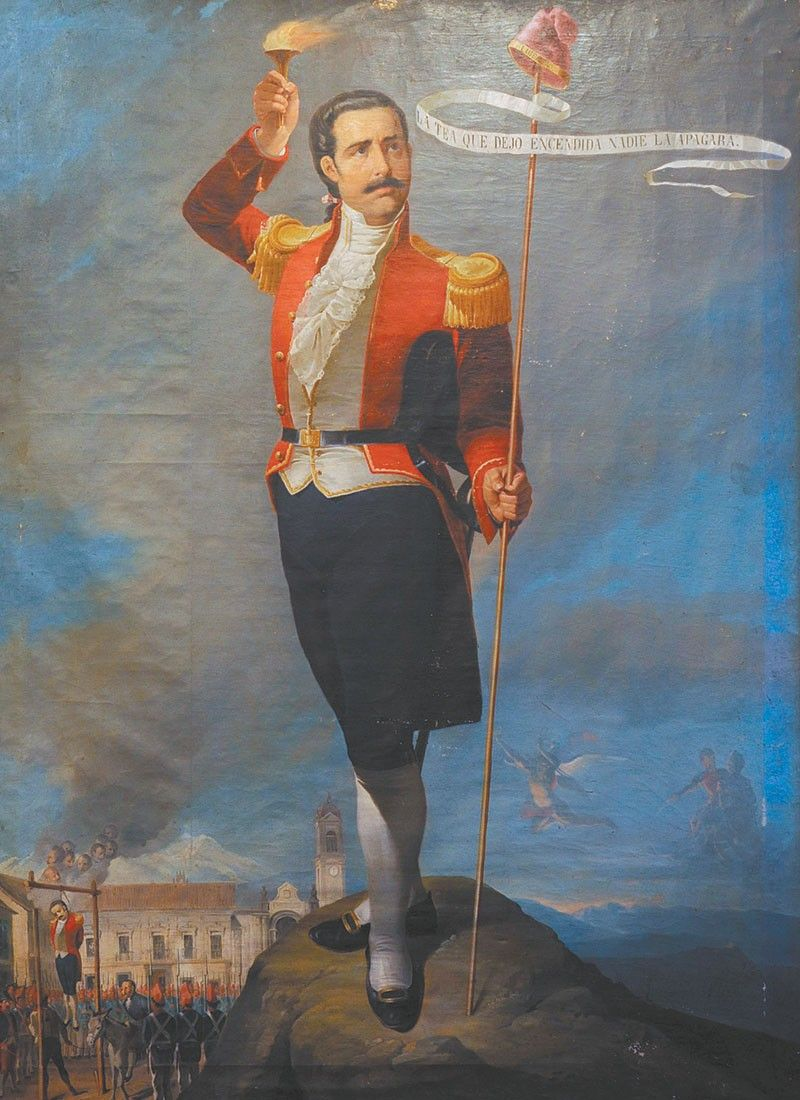
Ejecución de Pedro Murillo.

Castro y Victorio Lanza abandonaron el campo de batalla dirigiéndose a Chulumani, y de allí pasaron a Laza rumbo a Brasil perseguidos por partidas indias aliadas a las fuerzas de Goyeneche. Fueron alcanzados cerca del río Wiri y degollados el mediodía del 16 de noviembre. 

Gregorio García Lanza fue capturado y enviado a La Paz adonde arribó el 23 de diciembre de 1809. Prestó declaración el 30 del mismo mes ante el fiscal López de Segovia y firmó su confesión el 9 de enero de 1810. 
En la sentencia, considerado como "representantes del pueblo y vocal de la Junta Tuitiva", fue incluido entre los "reos de alta traición, infames, aleves y subversores del orden público" y entre los condenados a "la pena del Garrote, a la que serán conducidos arrastrados a la cola de una bestia de albarda". Fue ejecutado el 29 de enero. Su cadáver, que estuvo por siete horas en el cadalso, fue conducido a San Francisco y enterrado por la benevolencia del Padre Juan de Dios Delgado.